# اچ‌ام‌ان‌زداس آربوتوس (کی۴۰۳)
اچ‌ام‌ان‌زداس آربوتوس (کی۴۰۳) (به انگلیسی: HMNZS Arbutus (K403)) یک کشتی بود که طول آن ۶۳٫۵ متر (۲۰۸ فوت) بود. این کشتی در سال ۱۹۴۴ ساخته شد.